# Sullivan (cognome)
Sullivan è un cognome di origine irlandese.

## Etimologia
Sullivan deriva dal gaelico irlandese suil, occhio, e ban, bello, quindi "dall'occhio bello".

## Persone
- Harry Stack Sullivan, psichiatra e psicoanalista statunitense
- John L. Sullivan, pugile statunitense
- Louis Sullivan, architetto statunitense

## Il cognome nelle arti
- James Owen Sullivan conosciuto come "The Rev" ex batterista degli Avenged Sevenfold
- Chloe Sullivan, personaggio di Smallville
- The Ed Sullivan Show , programma televisivo condotto da Ed Sullivan
- James Sullivan, personaggio di Monsters & Co. e Monsters University